# Emilio Sala Cortés
Emilio Sala Cortés (en catalán: Emili Sala i Cortés) (Barcelona, 22 de febrero de 1841 - la Garriga, 7 de junio de 1921) fue un arquitecto español.

## Trayectoria
Estudió en la Escuela de Arquitectura de Barcelona, donde se tituló en 1876, y donde más tarde fue profesor. Fue uno de los maestros de Gaudí, al que empleó ocasionalmente como delineante. Sala fue el constructor de la casa Batlló (1875-1877), que posteriormente reformó Gaudí.
Además, fue autor, entre otras obras, de la reconstrucción del campanario de Santa María de Junqueras (1879, con Jeroni Granell), la casa Elizalde (1885), la casa Emília Carles (actual Hotel Duques de Bergara, 1898) y la casa Ramon Servent (1911), en Barcelona; la sepultura Farreras Framis y el panteón de la familia Amatller en el cementerio de Montjuïc, el palacio Tolrà (1890), la iglesia de San Esteban (1885-1892, con Joan Martorell), y las Escuelas del Patronato Tolrà (1895), en Castellar del Vallés; las Escuelas Ribas en Rubí (1912-1915); la casa Mercè Pla (1886), la casa Sala (1888, vivienda propia) y el panteón de la familia Fargas en La Garriga.

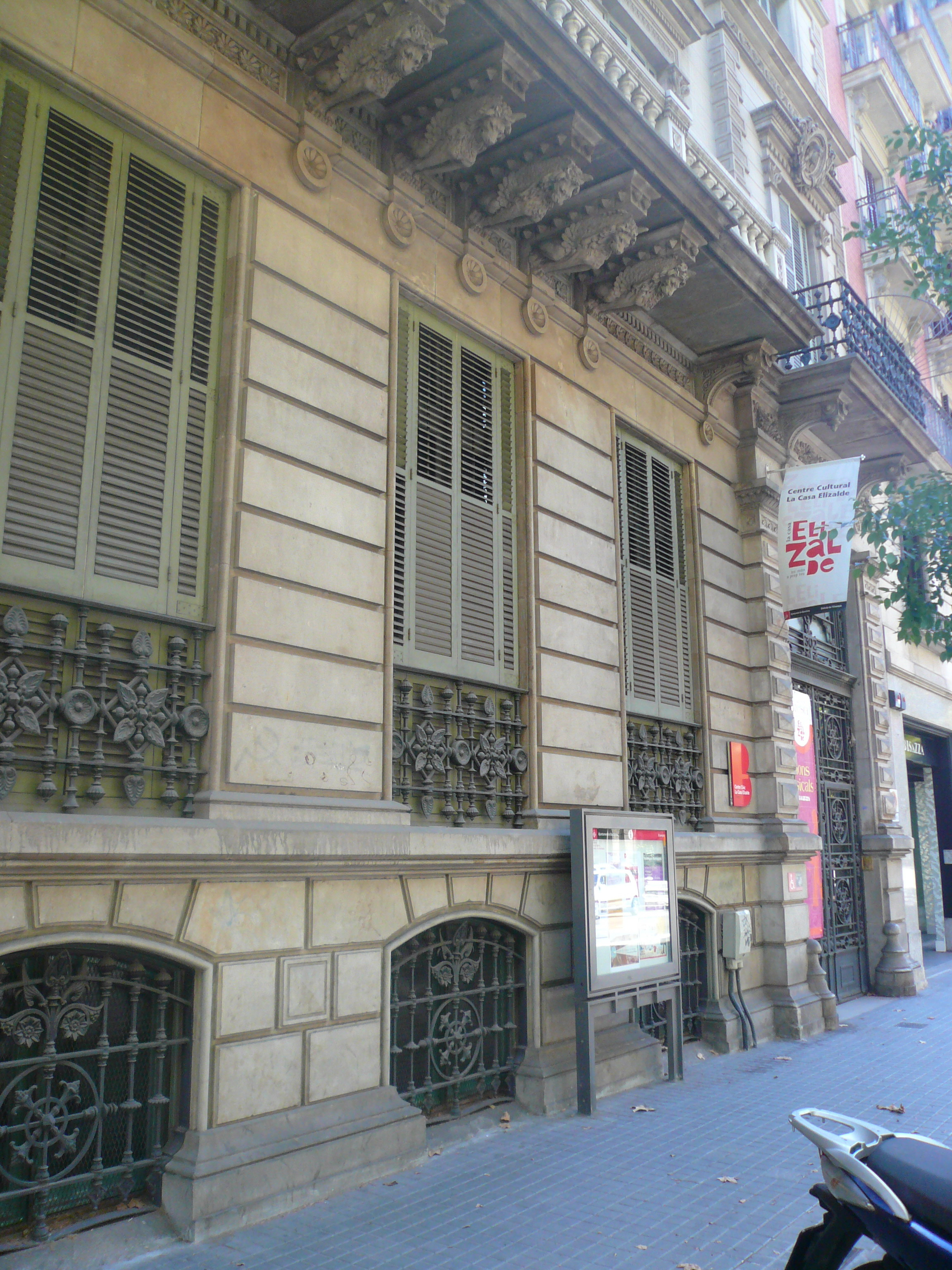
Casa Elizalde.
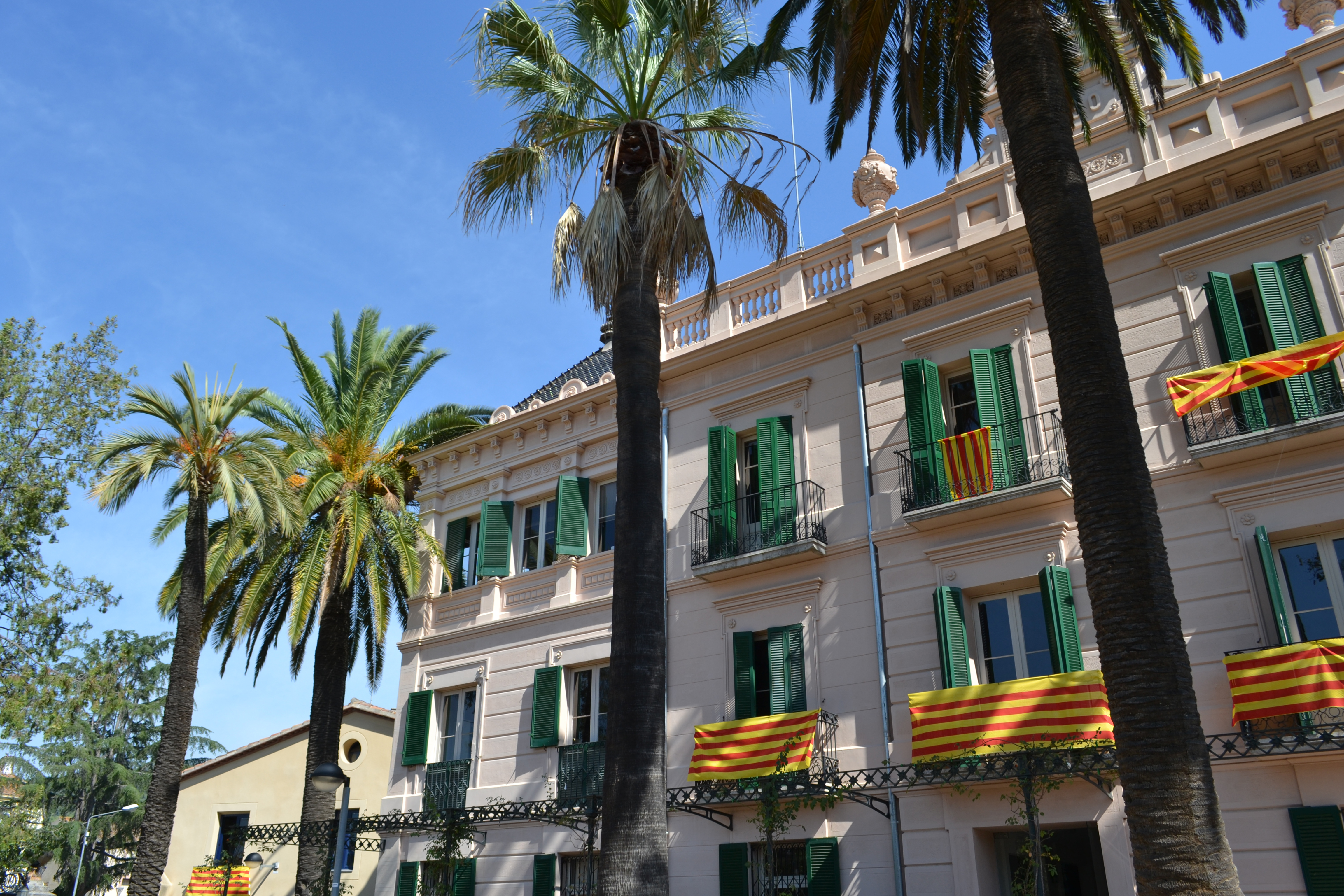
Palacio Tolrà, Castellar del Vallés.
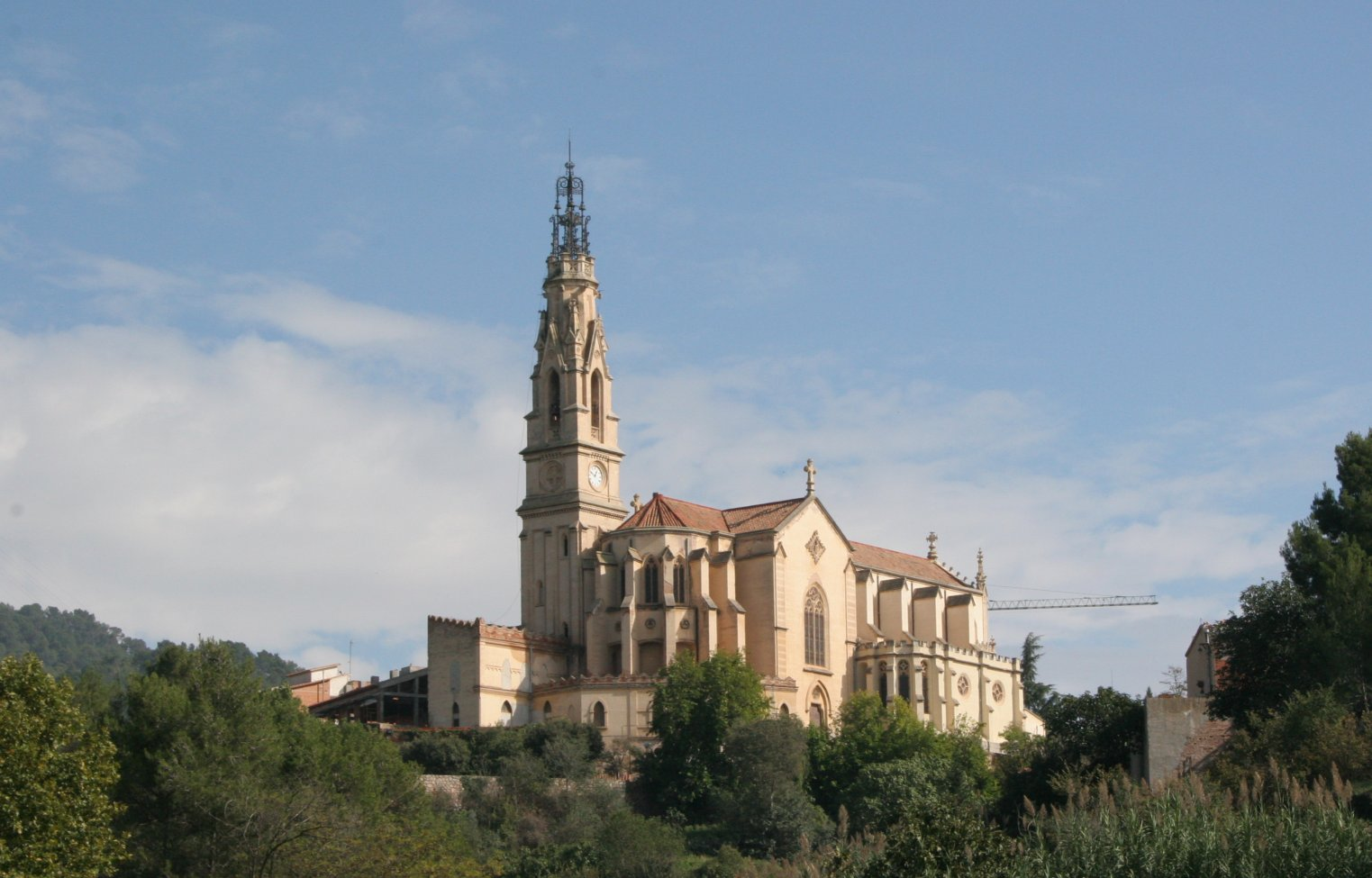
Iglesia de San Esteban, Castellar del Vallés.
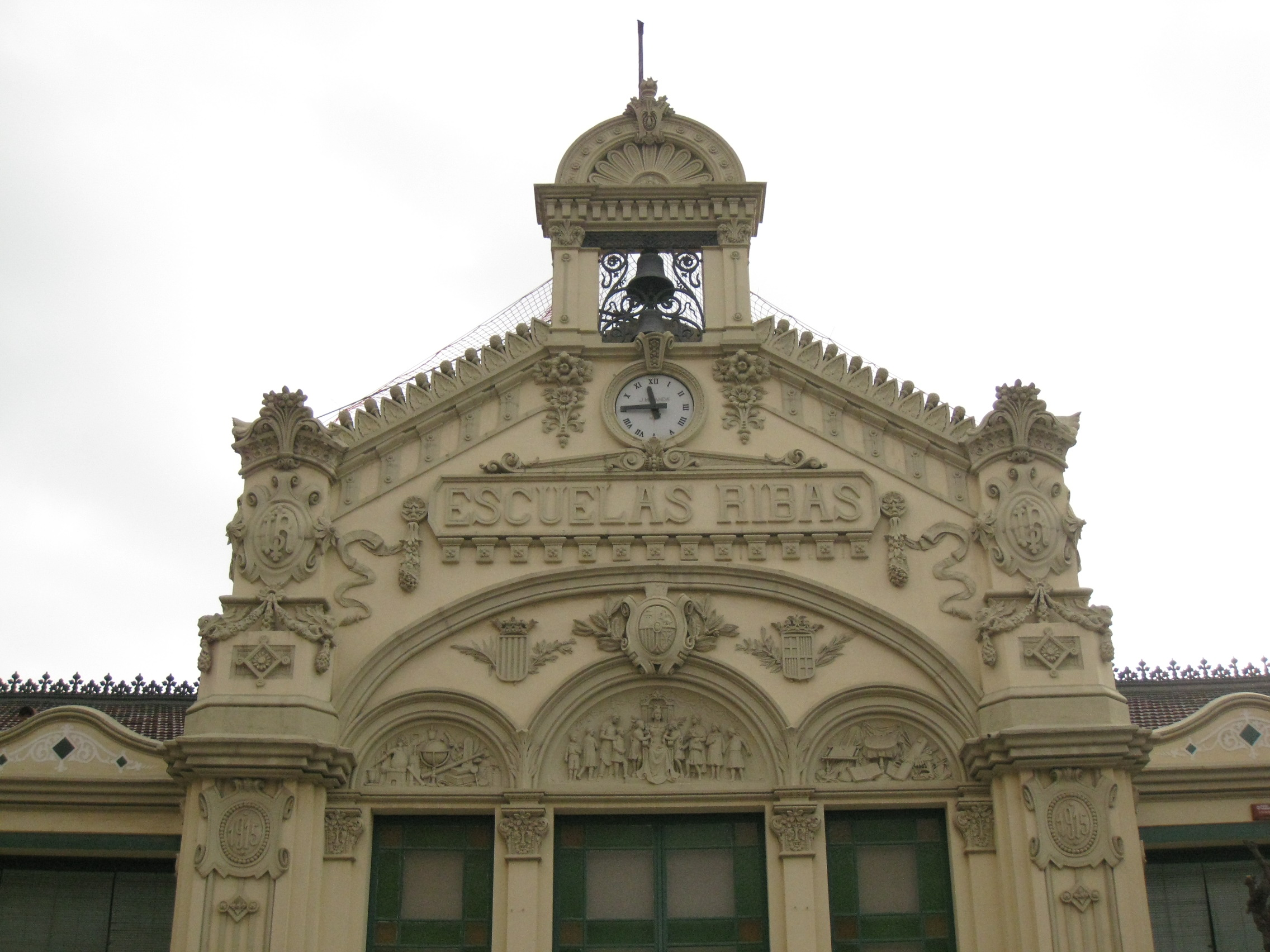
Escuelas Ribas, Rubí.